# Univerza Duke
Univerza Duke, poslovenjeno tudi Dukeova univerza (angleško Duke University), je zasebna raziskovalna univerza s sedežem v mestu Durham, Severna Karolina, Združene države Amerike. Velja za eno najuglednejših ameriških univerz, ki se redno uvršča blizu vrha različnih lestvic visokošolskih ustanov po akademskih dosežkih v ZDA in na svetu, poleg tega pa je tudi sedma najpremožnejša zasebna univerza v državi.
Univerzitetna posest obsega tri povezane kampuse zahodno od središča Durhama z glavnim, ki je zgrajen v neogotskem slogu in vključuje osrednji verski objekt, Dukeovo kapelo s 64 m visokim zvonikom. Poleg tega spada pod univerzo še kompleks raziskovalnih in učnih zdravstvenih ustanov v mestu ter dislociran oceanografski laboratorij v kraju Beaufort ob obali Atlantskega oceana. Zgodovinsko je šola povezana z Združeno metodistično cerkvijo: ustanovili so jo metodisti in kvekerji leta 1838 v sedanjem Trinityju, med leti 1859–1924 se je imenovala Kolidž Trinity (Trinity College). Leta 1892 se je preselila v Durham, leta 1924 pa je tobačni magnat James Buchanan Duke ustanovil dobrodelni finančni sklad in namenil del denarja kolidžu, ki je bil tega leta preimenovan v čast njegovega očeta.
Univerza Duke je zdaj sodobna raziskovalna univerza brez formalne verske opredelitve, ki izvaja študijske programe z vrste področij družboslovja in naravoslovja. Izstopa predvsem po izobraževanju diplomantov poslovnih smeri, ki so v korporativnem svetu med najbolj iskanimi kadri, med njimi pa so tudi nekateri od najvplivnejših ameriških poslovnežev, na primer Tim Cook, izvršni direktor Apple Inc., in finančnik Bill Gross. Poleg tega je z univerzo povezanih deset Nobelovih nagrajencev, ki so tu doštudirali ali delovali kot profesorji.